# اکس‌اواکس‌او
اکس‌اواکس‌او (به انگلیسی: XOXO)، به معنای آغوش و بوسه، اولین آلبوم استودیویی گروه موسیقی کره‌ای-چینی اکسو است که در ۳ ژوئن ۲۰۱۳ توسط اس‌ام اینترتینمنت منتشر و توسط کی‌تی میوزیک توزیع شد. این آلبوم به‌دنبال اولین آلبوم چندآهنگه گروه، ماما (۲۰۱۲)، و در دو نسخهٔ کره‌ای «بوسه» و چینی «آغوش» منتشر گردید.
دو تک‌آهنگ از آلبوم اکس‌اواکس‌او منتشر شد: «گرگ» و «غرش»، که ترانهٔ دوم به‌عنوان تک‌آهنگ لید نسخهٔ بسته‌بندی‌شدهٔ این آلبوم، در ۵ اوت ۲۰۱۳ منتشر گردید. هر دو تک‌آهنگ در ده رتبهٔ اول جدول تک‌آهنگ‌های گائون جای گرفتند و «غرش» در جایگاه سوم ۱۰۰ آهنگ داغ کی-پاپ بیلبورد قرار گرفت. این آلبوم برندهٔ آلبوم سال در جوایز موسیقی آسیایی ام‌نت ۲۰۱۳ شد و با فروش بیش از ۱ میلیون نسخه در فهرست پرفروش‌ترین آلبوم‌های کرهٔ جنوبی قرار گرفت.

## انتشار و ترویج

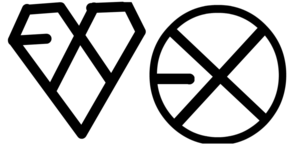
لوگوی آلبوم استودیویی EXO XOXO

در ۳۰ مهٔ ۲۰۱۳، نسخه‌های کره‌ای و چینی موزیک ویدئوی «گرگ» منتشر شد و اولین اجرای این ترانه در ام کانت‌داون ام‌نت انجام شد. هر دو نسخهٔ این ترانه، در ۳ ژوئن ۲۰۱۳ به‌صورت دیجیتال منتشر گردید، در همان روز آلبوم کامل اکس‌اواکس‌او نیز در دو قالب فیزیکی در کره جنوبی منتشر شد: نسخه «بوسه» به کره‌ای و «آغوش» به زبان چینی. اولین اجرای نسخهٔ چینی این ترانه، در اواسط ژوئن از برنامهٔ چینی کمپ شادی به روی آنتن رفت.
پیش فروش این آلبوم به بیش از ۳۰۰٬۰۰۰ کپی رسید، و یک هفته پس از انتشار در رتبهٔ اول جدول آلبوم‌های ملل بیلبورد قرار گرفت. تا دسامبر ۲۰۱۳، فروش نسخه‌های کره‌ای و چینی آلبوم به‌همراه نسخه‌های بسته‌بندی‌شدهٔ مربوط به آن‌ها، درمجموع بیش از ۱٬۰۷۰٬۰۰۰ کپی بود و این آلبوم را به پرفروش‌ترین آلبوم کی-پاپ در آن سال تبدیل کرد. اکس‌اواکس‌او همچنین با فروش بیش از یک میلیون کپی، پرفروش‌ترین آلبوم کرهٔ جنوبی در طول ۱۲ سال بود.

## فهرست ترانه‌ها

### اکس‌اواکس‌او (نسخهٔ اصلی)
| نسخهٔ بوسه (نسخهٔ کره‌ای) | نسخهٔ بوسه (نسخهٔ کره‌ای)                                                          | نسخهٔ بوسه (نسخهٔ کره‌ای)   | نسخهٔ بوسه (نسخهٔ کره‌ای)                                                                                 | نسخهٔ بوسه (نسخهٔ کره‌ای) |
| شماره                  | نام                                                                             | سراینده                  | آهنگساز                                                                                                | مدت                    |
| ---------------------- | ------------------------------------------------------------------------------- | ------------------------ | --- | ---------------------- |
| ۱.                     | «گرگ» (گرگ و دلبر)                                                              | کنزی                     | کنزی، ویل سیمز، نرمین هارامباشیک                                                                       | ۳:۵۲                   |
| ۲.                     | «عزیزم گریه نکن» (اشک‌های پری دریایی، به خوانندگی: سوهو، بک‌هیون، چانیول، دی.او.) | چو یون-کیونگ             | کیم ته-سونگ، ایم کوانگ-ووک، اندرو چوی، کاله انگستروم                                                   | ۳:۵۵                   |
| ۳.                     | «مروارید سیاه»                                                                  | سو جی-ایم                | دی‌کی، تواکس‌اکس‌اکس!، جی‌جی ایوانز، هیون شیک (جومباس)، دین‌فلوئنزا، تی‌کی، جاسمین کرز، بریتانی مارتینا وایت | ۳:۰۸                   |
| ۴.                     | «نرو» (دختر پروانه‌ای)                                                           | سو جی-ایم                | دی‌کی، هیوک شین (جومباس)، جان میجر، جردن کایل، جفری پاتریک لوئیس                                        | ۳:۳۶                   |
| ۵.                     | «دیو را آزاد کن»                                                                | لی هیون-کیو              | جی جی. کیم، رابرت پیترز، اسپنسر یاراس، تایکو کارول، چارلز ویگینز، کریس لایت‌بادی، رابرت استاین‌میل       | ۳:۲۷                   |
| ۶.                     | «۳.۶.۵»                                                                         | چو یون-کیونگ، دیدریک تات | هایدن بل، کریستین فست، هنریک نوئنبک                                                                    | ۳:۰۷                   |
| ۷.                     | «حملهٔ قلبی»                                                                     | میس‌فیت                   | ام‌جی‌آی، گودویل                                                                                         | ۳:۳۹                   |
| ۸.                     | «پیتر پن»                                                                       | هونگ جی-یو               | کیبوئه لوک، رایان اس. جون، دنزیل رمیدیوس                                                               | ۳:۵۶                   |
| ۹.                     | «عزیز»                                                                          | کنزی                     | کیم جونگ-به، کنزی                                                                                      | ۴:۰۰                   |
| ۱۰.                    | «بانوی من»                                                                      | کیم بو-مین               | هیچ‌هایکر                                                                                               | ۳:۳۳                   |
| ۱۱.                    | «گرگ» (نسخهٔ اکسو-کی)                                                            | کنزی                     | کنزی، ویل سیمز، نرمین هارامباشیک                                                                       | ۳:۵۲                   |
| ۱۲.                    | «گرگ» (نسخهٔ چینی)                                                               | ژو وایجی                 | کنزی، ویل سیمز، نرمین هارامباشیک                                                                       | ۳:۵۲                   |
| مجموع مدت:             | مجموع مدت:                                                                      | مجموع مدت:               | مجموع مدت:                                                                                             | ۴۳:۴۸                  |

| نسخهٔ آغوش (نسخهٔ چینی) | نسخهٔ آغوش (نسخهٔ چینی)                  | نسخهٔ آغوش (نسخهٔ چینی) | نسخهٔ آغوش (نسخهٔ چینی)                                                                                  | نسخهٔ آغوش (نسخهٔ چینی) |
| شماره                 | نام                                    | سراینده               | آهنگساز                                                                                                | مدت                   |
| --------------------- | -------------------------------------- | --------------------- | --- | --------------------- |
| ۱.                    | «گرگ» (گرگ و دلبر، به خوانندگی: اکسو)  | ژو وایجی              | کنزی، ویل سیمز، نرمین هارامباشیک                                                                       | ۳:۵۲                  |
| ۲.                    | «عزیزم گریه نکن» (اشک‌های پری دریایی)   | وانگ یاجون            | کیم ته-سونگ، ایم کوانگ-ووک، اندرو چوی، کاله انگستروم                                                   | ۳:۵۵                  |
| ۳.                    | «مروارید سیاه»                         | لو یوآن               | دی‌کی، تواکس‌اکس‌اکس!، جی‌جی ایوانز، هیون شیک (جومباس)، دین‌فلوئنزا، تی‌کی، جاسمین کرز، بریتانی مارتینا وایت | ۳:۰۸                  |
| ۴.                    | «نرو» (دختر پروانه‌ای)                  | وانگ یاجون            | دی‌کی، هیوک شین (جومباس)، جان میجر، جردن کایل، جفری پاتریک لوئیس                                        | ۳:۳۶                  |
| ۵.                    | «دیو را آزاد کن»                       | تی-کرش                | جی جی. کیم، رابرت پیترز، اسپنسر یاراس، تایکو کارول، چارلز ویگینز، کریس لایت‌بادی، رابرت استاین‌میل       | ۳:۲۷                  |
| ۶.                    | «۳.۶.۵»                                | وانگ یاجون            | هایدن بل، کریستین فست، هنریک نوئنبک                                                                    | ۳:۰۷                  |
| ۷.                    | «حملهٔ قلبی»                            | ژو وایجی              | ام‌جی‌آی، گودویل                                                                                         | ۳:۳۹                  |
| ۸.                    | «پیتر پن»                              | لو یوآن               | کیبوئه لوک، رایان اس. جون، دنزیل رمیدیوس                                                               | ۳:۵۶                  |
| ۹.                    | «عزیز» (نخستین گام)                    | لو یوآن               | کیم جونگ-به، کنزی                                                                                      | ۴:۰۰                  |
| ۱۰.                   | «بانوی من»                             | لو یوآن               | هیچ‌هایکر                                                                                               | ۳:۳۳                  |
| ۱۱.                   | «گرگ» (نسخهٔ اکسو-ام)                   | ژو وایجی              | کنزی، ویل سیمز، نرمین هارامباشیک                                                                       | ۳:۵۲                  |
| ۱۲.                   | «گرگ» (نسخهٔ کره‌ای) (به خوانندگی: اکسو) | کنزی                  | کنزی، ویل سیمز، نرمین هارامباشیک                                                                       | ۳:۵۲                  |
| مجموع مدت:            | مجموع مدت:                             | مجموع مدت:            | مجموع مدت:                                                                                             | ۴۳:۴۸                 |

### غرش (نسخهٔ بسته‌بندی‌شده)
| نسخهٔ بوسه (نسخهٔ کره‌ای) | نسخهٔ بوسه (نسخهٔ کره‌ای)                                       | نسخهٔ بوسه (نسخهٔ کره‌ای)   | نسخهٔ بوسه (نسخهٔ کره‌ای)                                                                                 | نسخهٔ بوسه (نسخهٔ کره‌ای) |
| شماره                  | نام                                                          | سراینده                  | آهنگساز                                                                                                | مدت                    |
| ---------------------- | ------------------------------------------------------------ | ------------------------ | --- | ---------------------- |
| ۱.                     | «غرش»                                                        | سو جی-ایم                | هیون شیک (جومباس)، دی‌کی، جردن کایل، جیسون جوناتان، جان میجر، جارا گیبسون                               | ۳:۲۹                   |
| ۲.                     | «گرگ»                                                        | کنزی                     | کنزی، ویل سیمز، نرمین هارامباشیک                                                                       | ۳:۵۲                   |
| ۳.                     | «اکس‌اواکس‌او (بوسه‌ها و آغوش‌ها)»                               | میس‌فیت                   | استیون لی، گلدن‌فینگرز، جیمی ریچارد                                                                     | ۳:۰۸                   |
| ۴.                     | «خوش‌شانس»                                                    | کیم اینا                 | ای.وان                                                                                                 | ۳:۲۵                   |
| ۵.                     | «عزیزم گریه نکن» (به خوانندگی: سوهو، بک‌هیون، چانیول، دی.او.) | چو یون-کیونگ             | کیم ته-سونگ، ایم کوانگ-ووک، اندرو چوی، کاله انگستروم                                                   | ۳:۵۵                   |
| ۶.                     | «مروارید سیاه»                                               | سو جی-ایم                | دی‌کی، تواکس‌اکس‌اکس!، جی‌جی ایوانز، هیون شیک (جومباس)، دین‌فلوئنزا، تی‌کی، جاسمین کرز، بریتانی مارتینا وایت | ۳:۰۸                   |
| ۷.                     | «نرو»                                                        | سو جی-ایم                | دی‌کی، هیوک شین (جومباس)، جان میجر، جردن کایل، جفری پاتریک لوئیس                                        | ۳:۳۶                   |
| ۸.                     | «دیو را آزاد کن»                                             | لی هیون-کیو              | جی جی. کیم، رابرت پیترز، اسپنسر یاراس، تایکو کارول، چارلز ویگینز، کریس لایت‌بادی، رابرت استاین‌میل       | ۳:۲۷                   |
| ۹.                     | «۳.۶.۵»                                                      | چو یون-کیونگ، دیدریک تات | هایدن بل، کریستین فست، هنریک نوئنبک                                                                    | ۳:۰۷                   |
| ۱۰.                    | «حملهٔ قلبی»                                                  | میس‌فیت                   | ام‌جی‌آی، گودویل                                                                                         | ۳:۳۹                   |
| ۱۱.                    | «پیتر پن»                                                    | هونگ جی-یو               | کیبوئه لوک، رایان اس. جون، دنزیل رمیدیوس                                                               | ۳:۵۶                   |
| ۱۲.                    | «عزیز»                                                       | کنزی                     | کیم جونگ-به، کنزی                                                                                      | ۴:۰۰                   |
| ۱۳.                    | «بانوی من»                                                   | کیم بو-مین               | هیچ‌هایکر                                                                                               | ۳:۳۳                   |
| ۱۴.                    | «غرش» (نسخهٔ اکسو-کی)                                         | سو جی-ایم                | هیون شیک (جومباس)، دی‌کی، جردن کایل، جیسون جوناتان، جان میجر، جارا گیبسون                               | ۳:۲۷                   |
| مجموع مدت:             | مجموع مدت:                                                   | مجموع مدت:               | مجموع مدت:                                                                                             | ۴۹:۳۱                  |

| نسخهٔ آغوش (نسخهٔ چینی) | نسخهٔ آغوش (نسخهٔ چینی)          | نسخهٔ آغوش (نسخهٔ چینی)   | نسخهٔ آغوش (نسخهٔ چینی)                                                                                  | نسخهٔ آغوش (نسخهٔ چینی) |
| شماره                 | نام                            | سراینده                 | آهنگساز                                                                                                | مدت                   |
| --------------------- | ------------------------------ | ----------------------- | --- | --------------------- |
| ۱.                    | «غرش»                          | وانگ یاجون              | هیون شیک (جومباس)، دی‌کی، جردن کایل، جیسون جوناتان، جان میجر، جارا گیبسون                               | ۳:۲۹                  |
| ۲.                    | «گرگ» (به خوانندگی: اکسو)      | ژو وایجی                | کنزی، ویل سیمز، نرمین هارامباشیک                                                                       | ۳:۵۲                  |
| ۳.                    | «اکس‌اواکس‌او (بوسه‌ها و آغوش‌ها)» | لین شینیه، کای، دی.او.  | استیون لی، گلدن‌فینگرز، جیمی ریچارد                                                                     | ۳:۰۸                  |
| ۴.                    | «خوش‌شانس»                      | لو یوآن، چانیول، بک‌هیون | ای.وان                                                                                                 | ۳:۲۵                  |
| ۵.                    | «عزیزم گریه نکن»               | وانگ یاجون              | کیم ته-سونگ، ایم کوانگ-ووک، اندرو چوی، کاله انگستروم                                                   | ۳:۵۵                  |
| ۶.                    | «مروارید سیاه»                 | لو یوآن                 | دی‌کی، تواکس‌اکس‌اکس!، جی‌جی ایوانز، هیون شیک (جومباس)، دین‌فلوئنزا، تی‌کی، جاسمین کرز، بریتانی مارتینا وایت | ۳:۰۸                  |
| ۷.                    | «نرو»                          | وانگ یاجون              | دی‌کی، هیوک شین (جومباس)، جان میجر، جردن کایل، جفری پاتریک لوئیس                                        | ۳:۳۶                  |
| ۸.                    | «دیو را آزاد کن»               | تی. کرش                 | جی جی. کیم، رابرت پیترز، اسپنسر یاراس، تایکو کارول، چارلز ویگینز، کریس لایت‌بادی، رابرت استاین‌میل       | ۳:۲۷                  |
| ۹.                    | «۳.۶.۵»                        | وانگ یاجون              | هایدن بل، کریستین فست، هنریک نوئنبک                                                                    | ۳:۰۷                  |
| ۱۰.                   | «حملهٔ قلبی»                    | وانگ یاجون              | ام‌جی‌آی، گودویل                                                                                         | ۳:۳۹                  |
| ۱۱.                   | «پیتر پن»                      | لو یوآن                 | کیبوئه لوک، رایان اس. جون، دنزیل رمیدیوس                                                               | ۳:۵۶                  |
| ۱۲.                   | «عزیز»                         | لو یوآن                 | کیم جونگ-به، کنزی                                                                                      | ۴:۰۰                  |
| ۱۳.                   | «بانوی من»                     | لو یوآن                 | هیچ‌هایکر                                                                                               | ۳:۳۳                  |
| ۱۴.                   | «غرش» (نسخهٔ اکسو-ام)           | وانگ یاجون              | هیون شیک (جومباس)، دی‌کی، جردن کایل، جیسون جوناتان، جان میجر، جارا گیبسون                               | ۳:۲۷                  |
| مجموع مدت:            | مجموع مدت:                     | مجموع مدت:              | مجموع مدت:                                                                                             | ۴۹:۳۱                 |

## جداول
نسخه‌های کره‌ای و چینی
| جدول                                      | بالاترین موقعیت      | بالاترین موقعیت      | بالاترین موقعیت | بالاترین موقعیت |
| جدول                                      | اکس‌اواکس‌او نسخهٔ بوسه | اکس‌اواکس‌او نسخهٔ آغوش | غرش نسخهٔ بوسه   | غرش نسخهٔ آغوش   |
| ----------------------------------------- | -------------------- | -------------------- | --------------- | --------------- |
| جدول آلبوم‌های هفتگی کرهٔ جنوبی گائون       | ۱                    | ۲                    | ۱               | ۲               |
| جدول آلبوم‌های ماهانهٔ کرهٔ جنوبی گائون      | ۱                    | ۲                    | ۱               | ۲               |
| جدول آلبوم‌های سالانهٔ ۲۰۱۳ کرهٔ جنوبی گائون | ۳                    | ۶                    | ۱               | ۷               |
| جدول آلبوم‌های سالانهٔ ۲۰۱۴ کرهٔ جنوبی گائون | ۵۳                   | ۸۳                   | ۱۵              | ۶۷              |
| جدول آلبوم‌های سالانهٔ ۲۰۱۵ کرهٔ جنوبی گائون | —                    | —                    | ۷۱              | —               |
| جدول آلبوم‌های هفتگی ژاپن اریکن            | ۹                    | ۱۸                   | —               | —               |
| جدول آلبوم‌های ماهانهٔ ژاپن اریکن           | ۱۸                   | ۳۶                   | —               | —               |

نسخهٔ ترکیب‌شده
| جدول                                       | بالاترین موقعیت |
| ------------------------------------------ | --------------- |
| جدول آلبوم‌های هیت‌سیکر ایالات متحده بیلبورد | ۲۳              |
| جدول آلبوم‌های ملل ایالات متحده بیلبورد     | ۱               |

## فروش

### فروش آلبوم‌ها
| جدول              | فروش                 |
| ----------------- | -------------------- |
| ژاپن (اریکن)      | ۲۸٬۰۰۰+ (نسخهٔ آغوش)  |
| ژاپن (اریکن)      | ۶۲٬۰۰۰+ (نسخهٔ بوسه)  |
| کرهٔ جنوبی (گائون) | ۲۰۰٬۸۷۰+ (نسخهٔ آغوش) |
| کرهٔ جنوبی (گائون) | ۲۶۹٬۵۹۷+ (نسخهٔ بوسه) |

| جدول              | فروش                 |
| ----------------- | -------------------- |
| کرهٔ جنوبی (گائون) | ۲۰۰٬۱۸۳+ (نسخهٔ آغوش) |
| کرهٔ جنوبی (گائون) | ۳۳۵٬۸۲۳+ (نسخهٔ بوسه) |

## تاریخچه انتشار
| نسخه        | تاریخ           | منطقه             | قالب                 | ناشر                          | کاتالوگ      |
| ----------- | --------------- | ----------------- | -------------------- | ----------------------------- | ------------ |
| اصلی        | ۳ ژوئن ۲۰۱۳     | جهانی / کرهٔ جنوبی | سی‌دی، دانلود دیجیتال | اس‌ام اینترتینمنت، کی‌تی میوزیک | SMK0242      |
| اصلی        | ۳ ژوئن ۲۰۱۳     | جهانی / کرهٔ جنوبی | سی‌دی، دانلود دیجیتال | اس‌ام اینترتینمنت، کی‌تی میوزیک | SMK0243      |
| اصلی        | ۱۹ ژوئیهٔ ۲۰۱۳   | تایوان            | سی‌دی، دانلود دیجیتال | اوکس تایوان                   | AVKCD80280/A |
| اصلی        | ۱۹ ژوئیهٔ ۲۰۱۳   | تایوان            | سی‌دی، دانلود دیجیتال | اوکس تایوان                   | AVKCD80280/B |
| اصلی        | ۲۷ ژوئیهٔ ۲۰۱۳   | فیلیپین           | سی‌دی، دانلود دیجیتال | یونیورسال رکوردز              | SMK0242      |
| اصلی        | ۲۷ ژوئیهٔ ۲۰۱۳   | فیلیپین           | سی‌دی، دانلود دیجیتال | یونیورسال رکوردز              | SMK0243      |
| اصلی        | ۱۲ ژوئن ۲۰۱۳    | تایلند            | سی‌دی، دانلود دیجیتال | اس‌ام ترو                      |              |
| اصلی        | ۱۲ ژوئن ۲۰۱۳    | تایلند            | سی‌دی، دانلود دیجیتال | اس‌ام ترو                      |              |
| بسته‌بندی‌شده | ۵ اوت ۲۰۱۳      | جهانی / کرهٔ جنوبی | سی‌دی، دانلود دیجیتال | اس‌ام اینترتینمنت، کی‌تی میوزیک | SMK0275      |
| بسته‌بندی‌شده | ۵ اوت ۲۰۱۳      | جهانی / کرهٔ جنوبی | سی‌دی، دانلود دیجیتال | اس‌ام اینترتینمنت، کی‌تی میوزیک | SMK0276      |
| بسته‌بندی‌شده | ۱۳ سپتامبر ۲۰۱۳ | تایوان            | سی‌دی، دانلود دیجیتال | اوکس تایوان                   | AVKCD80280/C |
| بسته‌بندی‌شده | ۱۳ سپتامبر ۲۰۱۳ | تایوان            | سی‌دی، دانلود دیجیتال | اوکس تایوان                   | AVKCD80280/D |
| بسته‌بندی‌شده | ۱۶ اوت ۲۰۱۳     | تایلند            | سی‌دی، دانلود دیجیتال | اس‌ام ترو                      |              |
| بسته‌بندی‌شده | ۱۶ اوت ۲۰۱۳     | تایلند            | سی‌دی، دانلود دیجیتال | اس‌ام ترو                      |              |

## واژه‌نامه
1. ↑  Kiss
2. ↑  Hug
3. ↑  Wolf (Wolf and the Beauty), 늑대와 미녀; Neukdae Wa Minyeo, 狼与美女; Láng Yǔ Měinǚ
4. ↑  Baby Don't Cry (A Mermaid's Tears), 인어의 눈물; Ineoui Nunmul, 人鱼的眼泪; Rényú de Yǎnlèi
5. ↑  Black Pearl, 黑珍珠
6. ↑  Don't Go (Butterfly Girl), 나비소녀; Nabi Sonyeo, 蝴蝶少女; Húdié Shàonǚ
7. ↑  Let Out the Beast, Jimseung-eul Boja, 让出兽
8. ↑  三 六 五
9. ↑  Heart Attack, Simjang Mabi, 心脏病发作
10. ↑  Peter Pan, 피터팬; Piteopaen, 彼得潘; Bǐdépān
11. ↑  Baby, Aga, 第一步; Dìyī Bù
12. ↑  My Lady, Nae Yeoja, 我的女士
13. ↑  Growl, 으르렁; Eureureong, 咆哮; Páoxiāo
14. ↑  XOXO (Kisses & Hugs)
15. ↑  Lucky, 운이 좋은, 幸运